# Kinga Choszcz

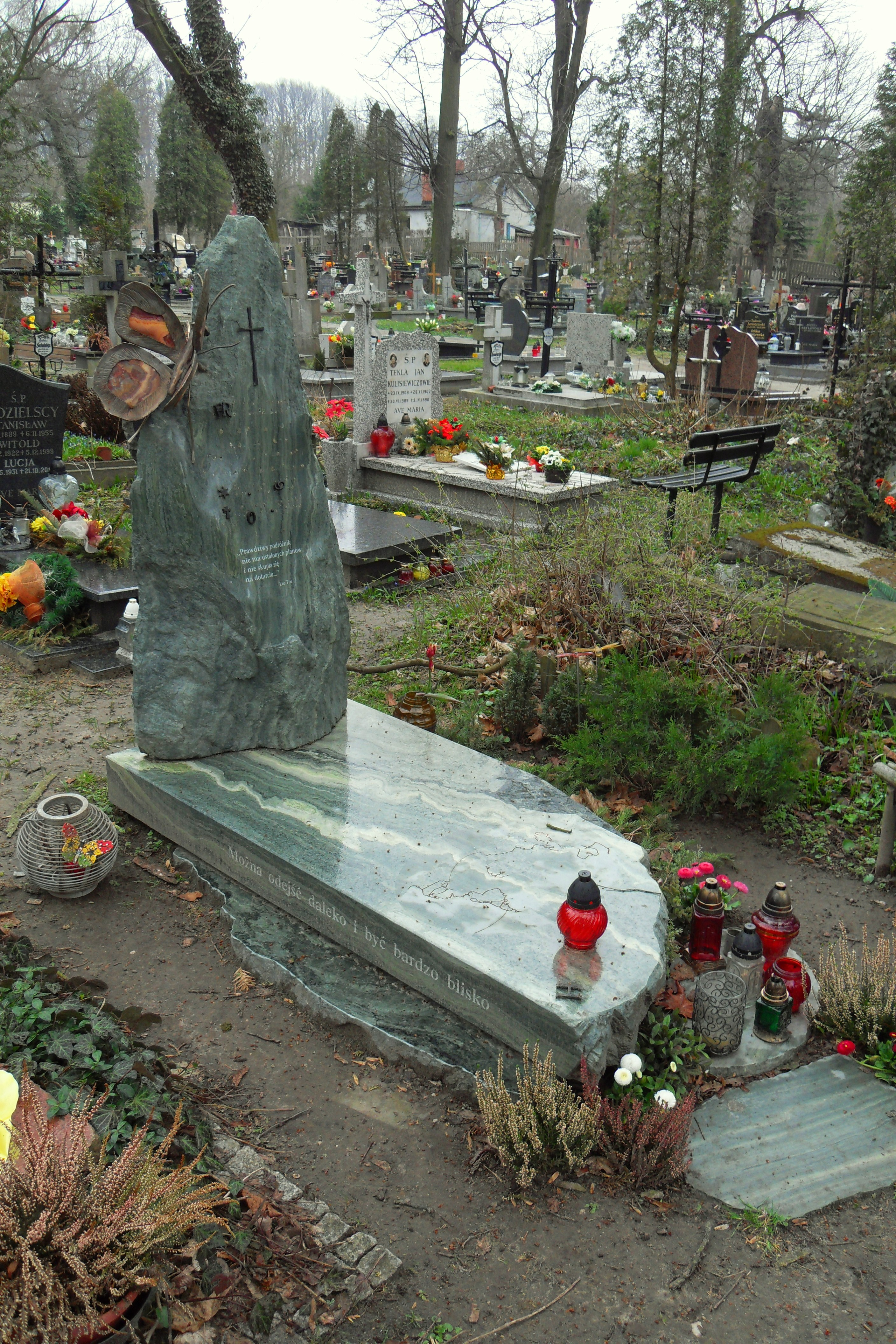
Grób na Cmentarzu Garnizonowym

Kinga Choszcz (ur. 10 kwietnia 1973 w Gdańsku, zm. 9 czerwca 2006 w Akrze) – polska podróżniczka, współautorka książki podróżniczej Prowadził nas los (ISBN 83-7380-168-5) oraz autorka książek Nepal – Pierwsza Wyprawa i Moja Afryka.

## Życiorys
W październiku 1998 Kinga Choszcz i Radosław Siuda (ps. „Chopin”) wyruszyli we wspólną podróż autostopem dookoła świata. Do domu wrócili po pięciu latach. Za swoją podróż Autostopem w Świat otrzymali w roku 2004 najbardziej prestiżową nagrodę podróżniczą w Polsce – Nagrodę Kolosa w kategorii podróże a wcześniej, w 2001 roku, wyróżnienie w konkursie "Podróżnik roku 2001". Kinga, oddając się swojej pasji, kontynuowała samotnie podróż po Afryce. Uratowała od śmierci psa – Kani. Jej ostatnim i chyba najbardziej inspirującym aktem było wykupienie z niewolniczej pracy nastoletniej dziewczynki i posłanie jej do szkoły w rodzinnej wiosce w Ghanie. Tam mieszkańcy poprosili Kingę, żeby nadała dziewczynce nowe imię. Wybrała imię Malaika, czyli Anioł.
9 czerwca 2006 zmarła w Akrze (Ghana) na malarię mózgową. Jej prochy wrzucono do oceanu, a część z nich wróciła z „Chopinem” do Polski i została złożona w Gdańsku na Cmentarzu Garnizonowym.

## Publikacje książkowe
- Prowadził nas los (2004)
- Led by Destiny (2004; autorskie tłumaczenie angielskie)
- Moja Afryka (2008)
- Pierwsza wyprawa Nepal (2011)